# Conus vidua
Espèce
Conus vidua est une espèce de mollusques gastéropodes marins de la famille des Conidae.
Comme toutes les espèces du genre Conus, ces escargots sont prédateurs et venimeux. Ils sont capables de « piquer » les humains et doivent donc être manipulés avec précaution, voire pas du tout.

## Description
La taille de la coquille varie entre 42 mm et 150 mm. Cette espèce est étroitement apparentée à Conus araneosus nicobaricus Hwass in Bruguière, 1792, mais les bandes ne sont pas aussi bien dessinées habituellement, et sont parsemées de taches blanches triangulaires.

## Distribution
Cette espèce marine est présente au large des Philippines.

## Taxonomie

### Publication originale
L'espèce Conus vidua a été décrite pour la première fois en 1843 par l'éditeur et naturaliste britannique Lovell Augustus Reeve dans « Conchologia Iconica, or, illustrations of the shells of molluscous animals »,.

### Synonymes
- Conus (Conus) vidua Reeve, 1843 · appellation alternative

### Sous-espèces
- Conus vidua cuyoensis Lorenz & Barbier, 2012
- Conus vidua vidua Reeve, 1843
- Conus vidua var. azona Wils, 1972, accepté en tant que Conus thalassiarchus G. B. Sowerby I, 1834
- Conus vidua var. depriesteri Wils, 1972, accepté en tant que Conus thalassiarchus G. B. Sowerby I, 1834

### Formes
- Conus vidua f. mozoii L. S. Melvin, 1980, accepté en tant que Conus bandanus Hwass, 1792